# Reducción de Bechamp
La Reducción de Béchamp  se utiliza para reducir un nitrocompuesto aromático a su correspondiente anilina, empleándose para esto hierro metálico y ácido clorhídrico.

Esquema de la Reducción de Bechamp.

Esta reacción se utilizaba originalmente para producir cantidades industriales de anilina, pero actualmente se prefiere la hidrogenación catalítica. La reacción de Béchamp es actualmente de interés como una vía para producir pigmentos de óxido de hierro.
La reacción fue utilizada por primera vez por Antoine Béchamp para reducir nitronaftaleno y nitrobenceno en 1854.

## Aplicaciones
La reacción Bechamp es tiene una aplicación amplia en reducciones de diversos nitrocompuestos aromáticos. Los nitrocompuestos alifáticos son más difíciles de reducir, ya que a menudo queda como producto la hidroxilamina.